# Denis O'Hare
Denis Patrick Seamus O'Hare, född 16 januari 1962 i Kansas City i Missouri, är en amerikansk skådespelare.

## Biografi
O'Hare har bland annat haft roller i TV-serier som True Blood och American Horror Story och i långfilmer som Milk (2008) och Dallas Buyers Club (2013). För rollen som Larry Harvey i första säsongen av American Horror Story nominerades han 2012 till en Emmy Award.
Sedan 2011 är han gift med Hugo Redwood.

## Filmografi (i urval)
- 1999 – Dur och moll
- 2003 – 21 gram
- 2004 – Garden State
- 2006 – Half Nelson
- 2006 – Stephanie Daley
- 2007 – Rocket Science
- 2007 – Michael Clayton
- 2007 – A Mighty Heart
- 2008 – Changeling
- 2008 – Baby Mama
- 2008 – Quarantine
- 2008 – Milk
- 2009 – Duplicity
- 2009 – The Proposal
- 2009–2015 – The Good Wife (TV-serie)
- 2010 – Edge of Darkness
- 2010–2012 – True Blood (TV-serie)
- 2011 – The Eagle
- 2011 – American Horror Story: Murder House (TV-serie)
- 2013 – Dallas Buyers Club
- 2013 – American Horror Story: Coven (TV-serie)
- 2014 – The Judge
- 2014 – American Horror Story: Freak Show (TV-serie)
- 2015 – American Horror Story: Hotel (TV-serie)

## Teater

### Roller
| År   | Roll           | Produktion                                         | Regi        | Teater                        |
| ---- | -------------- | -------------------------------------------------- | ----------- | ----------------------------- |
| 2007 | E. K. Hornbeck | Inherit the Wind Jerome Lawrence och Robert E. Lee | Doug Hughes | Lyceum Theatre, New York, USA |